# سفارة الصين في مصر
سفارة الصين لدى مصر هي الممثلية الدبلوماسية العليا لدولة الصين لدى جمهورية مصر العربية.

## السفارة
أبو الفدا، الزمالك، الجيزة.

## اقرأ أيضا
- قائمة البعثات الدبلوماسية في مصر
- قائمة البعثات الدبلوماسية للصين